# Paul Hähnel
 Paul Hähnel (ur. 18 kwietnia 1902 w Dreźnie, zm. 1 września 1969 w Nowym Jorku) – pionier ruchu akwarystycznego. Znany na świecie jako "Król Gupików".

## Życiorys
Przygodę z akwarystyką rozpoczął już w dzieciństwie. Po zakończeniu I wojny światowej wyjechał do Stanów Zjednoczonych. Tam
kontynuował swoje zainteresowania i zajął się hodowlą gupików. Jako pierwszy na świecie rozpoczął planową selekcję tych ryb (chów wsobny). Po paru latach pracy uzyskał okazy o niespotykanych dotąd kształtach i barwach. Szczep ten nazwano od jego nazwiska: "gupikami Hähnela". Wtedy też zaczęto zakładać pierwsze kluby zrzeszające hodowców i zorganizowano pierwsze międzynarodowe konkursy. Jako hodowca zdobył wiele nagród i wyróżnień. Był zdobywcą 12 złotych medali na wystawach "pawich oczek".